# Nathan Eglington
Nathan Eglington, né le 2 décembre 1980 à Murwillumbah, est un joueur australien de hockey sur gazon.

## Palmarès
- Médaille d'or aux Jeux olympiques d'Athènes en 2004[1]